# Barkas-Werke
Barkas (VEB Barkas-Werke) — автопроизводитель в ГДР, в период с 1961 по 1991 год выпускавший микроавтобусы и развозные фургоны модели B1000, а также и лёгкие грузовики и спецавтомобили на их основе.
Производство было создано на базе национализированного правительством ГДР автозавода компании Framo в Карл-Маркс-Штадте (ныне Хемниц).
Сборочное производство предприятия отличалось низкой автоматизацией и высокой долей ручного труда. При этом единственная выпускаемая модель несколько десятилетий не подвергалась серьёзной модернизации, и к началу 1990-х гг. сильно устарела. После объединения Германии продукция Barkas оказалась неконкурентоспособной, и 10 апреля 1991 года конвейер автозавода был остановлен.
В 1993 оборудование предприятия было демонтировано и упаковано для отправки в Россию с целью организации производства микроавтобусов на Кировском заводе под Санкт-Петербургом, однако из-за отсутствия свободноконвертируемой валюты у российской стороны сделка не состоялась, и весь подготовленный к отправке груз был сдан в металлолом.
В настоящее время на месте прежнего завода в Хемнице располагается сборочное производство двигателей Volkswagen.

## Галерея
- Микроавтобус
- Экскурсионный автопоезд
- Седельный тягач
- Кабина
- Бортовой грузовик
- Фургон
- Прототип B1100
- Микроавтобус, разукрашенный хиппи